# Deh-e Īraj
Deh-e Īraj (persiska: Deh Īraj, ده ایرج) är en ort i Iran.   Den ligger i provinsen Kerman, i den centrala delen av landet, 700 km sydost om huvudstaden Teheran. Deh-e Īraj ligger 1 641 meter över havet och antalet invånare är 770.
Terrängen runt Deh-e Īraj är en högslätt.Runt Deh-e Īraj är det glesbefolkat, med 15 invånare per kvadratkilometer. Närmaste större samhälle är Zarand, 11,8 km öster om Deh-e Īraj. Trakten runt Deh-e Īraj är ofruktbar med lite eller ingen växtlighet.